# Día del Tic Galáctico

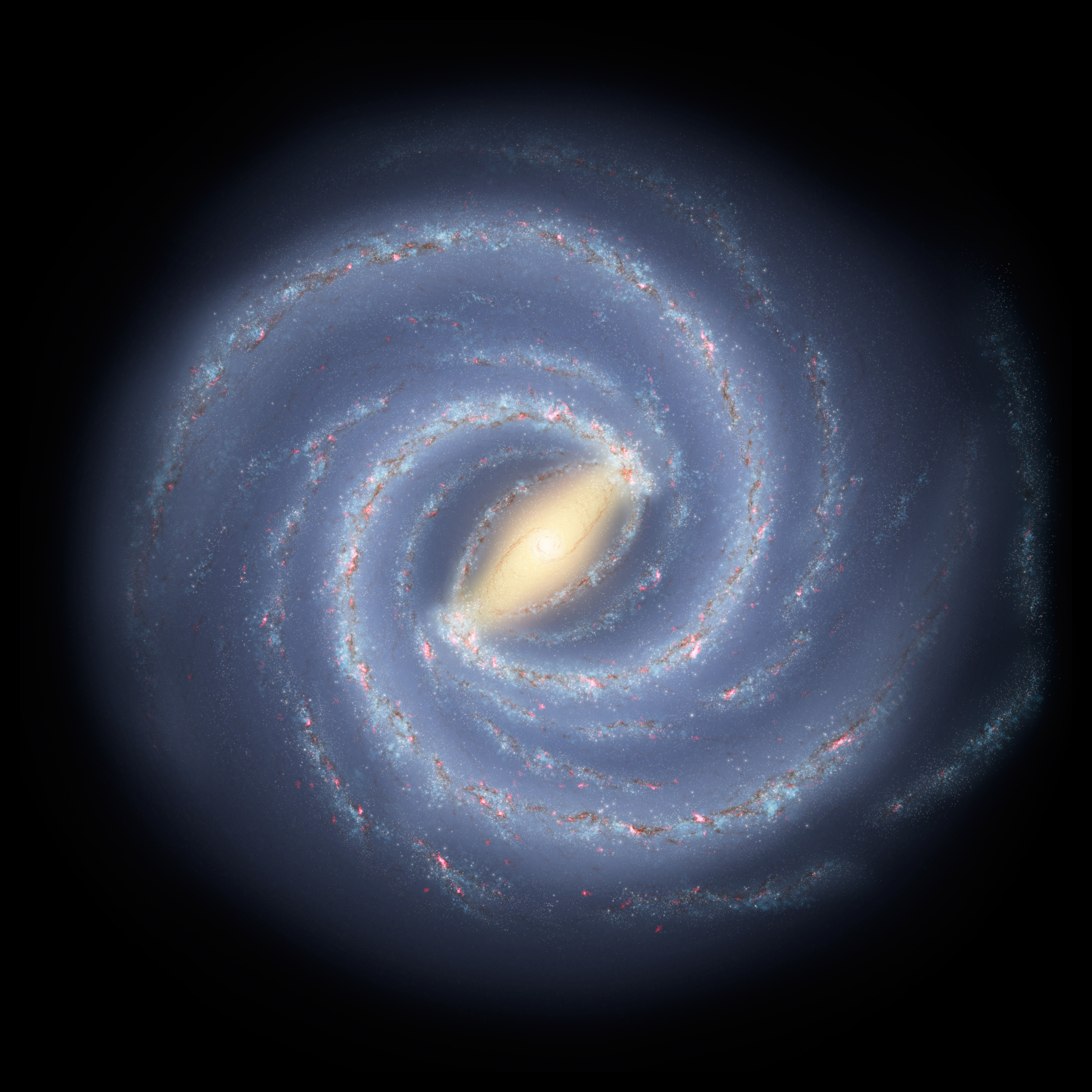

El Día del Tic Galáctico es un día de concientización y educación sobre el movimiento del Sistema Solar alrededor de la Vía Láctea.
El día ocurre en un intervalo regular de 633,7 días, lo cual se llama tic galáctico. El intervalo se deriva de un centi - segundo de arco de un año galáctico, que es el viaje de aproximadamente 225 millones de años del Sistema Solar alrededor del Centro Galáctico. Un tic galáctico equivale sólo a aproximadamente el 0,00000077 por ciento (1/[360×60×60×100]) de un año galáctico completo.

## Ocurrencias
El primer Día Galáctico tuvo lugar un tic galáctico después de que Hans Lippershey presentara la patente para el telescopio el 2 de octubre de 1608. La primera celebración oficial de este día el 29 de septiembre de 2016, el 235º Día del Tic Galáctico. A continuación se muestra una lista de celebraciones futuras:[actualizar]
| número GTD | Fecha                   |
| ---------- | ----------------------- |
| 239        | 9 de septiembre de 2023 |
| 240        | 4 de junio de 2025      |
| 241        | 9 de marzo de 2027      |